# Sam Rogers (calciatore)
Samual Roges, detto Sam (Seattle, 17 maggio 1999), è un calciatore statunitense, difensore del Chicago Fire.

## Caratteristiche tecniche
È un difensore centrale.

## Carriera

### Club
L'8 agosto 2021, i norvegesi dell'HamKam hanno reso noto l'ingaggio di Rogers, con la formula del prestito. Ha esordito in 1. divisjon in data 18 agosto, schierato titolare nella vittoria per 0-2 sul campo del Jerv. Il 24 ottobre ha siglato la prima rete, nel 3-0 sul Ranheim. Ha contribuito alla promozione dell'HamKam in Eliteserien e, in data 1º gennaio 2022, il club ha reso noto d'averlo ingaggiato a titolo definitivo, con Rogers che ha firmato un contratto valido fino al 31 dicembre 2024.
Il 31 agosto 2023 è passato a titolo definitivo al Lillestrøm, firmando un contratto fino al 31 dicembre 2026.

### Nazionale
Nel 2018 con la Nazionale U-20 statunitense ha preso parte al Campionato nordamericano Under-20 2018.
Il 28 gennaio 2023 esordisce in nazionale maggiore nell'amichevole pareggiata 0-0 contro la Colombia.

## Statistiche

### Presenze e reti nei club
Statistiche aggiornate al 12 agosto 2022.
| Stagione               | Club                   | Campionato             | Campionato | Campionato | Coppe nazionali | Coppe nazionali | Coppe nazionali | Coppe continentali | Coppe continentali | Coppe continentali | Supercoppe | Supercoppe | Supercoppe | Totale | Totale |
| Stagione               | Club                   | Comp                   | Pres       | Reti       | Comp            | Pres            | Reti            | Comp               | Pres               | Reti               | Comp       | Pres       | Reti       | Pres   | Reti   |
| ---------------------- | ---------------------- | ---------------------- | ---------- | ---------- | --------------- | --------------- | --------------- | ------------------ | ------------------ | ------------------ | ---------- | ---------- | ---------- | ------ | ------ |
| 2017                   | Seattle Sounders       | MLS                    | 0          | 0          | USCup           | 2               | 0               | -                  | -                  | -                  | -          | -          | -          | 2      | 0      |
| 2017                   | Tacoma Defiance        | USL                    | 25         | 2          |                 | -               | -               | -                  | -                  | -                  | -          | -          | -          | 25     | 2      |
| 2018                   | Tacoma Defiance        | USL                    | 11         | 0          |                 | -               | -               | -                  | -                  | -                  | -          | -          | -          | 11     | 0      |
| 2019                   | Tacoma Defiance        | USL                    | 20         | 0          |                 | -               | -               | -                  | -                  | -                  | -          | -          | -          | 20     | 0      |
| 2020                   | Tacoma Defiance        | USL                    | 8          | 1          |                 | -               | -               | -                  | -                  | -                  | -          | -          | -          | 8      | 1      |
| Totale Tacoma Defiance | Totale Tacoma Defiance | Totale Tacoma Defiance | 64         | 3          |                 | -               | -               |                    | -                  | -                  |            | -          | -          | 64     | 3      |
| apr.-ago. 2021         | OKC Energy             | USL                    | 12         | 0          |                 | -               | -               | -                  | -                  | -                  | -          | -          | -          | 12     | 0      |
| ago.-dic. 2021         | HamKam                 | 1D                     | 17         | 1          | CN              | 1               | 0               | -                  | -                  | -                  | -          | -          | -          | 18     | 1      |
| 2022                   | Rosenborg              | ES                     | 23         | 6          | CN              | 3               | 0               | -                  | -                  | -                  | -          | -          | -          | 26     | 6      |
| gen.-ago. 2023         | Rosenborg              | ES                     | 15         | 0          | CN              | 2               | 0               | UECL               | 1                  | 0                  | -          | -          | -          | 18     | 0      |
| Totale Rosenborg       | Totale Rosenborg       | Totale Rosenborg       | 38         | 6          |                 | 5               | 0               |                    | 1                  | 0                  |            | -          | -          | 44     | 6      |
| ago.-nov. 2023         | Lillestrøm             | ES                     | 6          | 0          |                 | -               | -               | -                  | -                  | -                  | -          | -          | -          | 6      | 0      |
| apr.-ago. 2024         | HamKam                 | ES                     | 3          | 0          | CN              | 3               | 0               | -                  | -                  | -                  | -          | -          | -          | 6      | 0      |
| Totale HamKam          | Totale HamKam          | Totale HamKam          | 20         | 1          |                 | 4               | 0               |                    | -                  | -                  |            | -          | -          | 24     | 1      |
| ago.-dic. 2024         | Aalesund               | 1D                     | 12         | 0          | -               | -               | -               | -                  | -                  | -                  | -          | -          | -          | 12     | 0      |
| Totale carriera        | Totale carriera        | Totale carriera        | 152        | 10         |                 | 11              | 0               |                    | 1                  | 0                  |            | -          | -          | 164    | 0      |